# Сайх-Равл – Сайх-Ніхайда – Калхат
Сайх-Равл – Сайх-Ніхайда – Калхат — трубопровід для постачання газу з центрального регіону Оману до заводу із зрідження в Калхаті на північно-східному узбережжі країни.
В кінці 1990-х в Омані розпочав роботу завод з виробництва ЗПГ. Необхідна йому сировина подається з центральних родовищ Сайх-Равл, Сайх-Ніхайда та Барік по трубопроводам компанії Petroleum Development Oman (PDO). Спочатку в 1999 році ввели в експлуатацію газопровід від газопереробного заводу Сайх-Равл, довжина якого становить 352 км при діаметрі 1200 мм.
У 2005 році для забезпечення роботи третьої лінії заводу проклали другу нитку такого ж діаметру від газопереробного заводу Сайх-Ніхайда, розташованого дещо ближче до Калхату.
Окрім заводу зрідженого газу трубопровід забезпечує ТЕС Ал-Каміл і ТЕС Сур. У другій половині 2010-х до Сайх_ніхайда вивели перемичку від потужної установки підготовки Хаззан. 